# Roháčské sedlo
Roháčské sedlo (692 m n. m.) je horské sedlo v hlavním hřebeni Súľovských vrchů. Leží západně od obce Podhorie.  Nachází se v CHKO Strážovské vrchy.

## Poloha
Nachází se ve východní části Súľovských vrchů, v geomorfologickém podcelku Súľovské skály.  Leží v Žilinském kraji, na hranici okresů Žilina a Bytča. Východní část hřebene zasahuje na katastrální území obce Podhorie, západní do katastru obce Súľov-Hradná.
Severně leží vrch Roháč (803 m n. m.), jižním směrem vrch Kečka (822 m n. m.). Východní část hřebene a sedla odvodňují přítoky Lietavského potoka do Rajčanky, západní svahy odvodňuje říčka Hradnianka do Váhu. 

## Popis
Z východní strany je od lokality Pod Dubovcom do sedla vybudována křížová cesta.  V sedle je vybudován přístřešek a z blízkého okolí jsou možné výhledy na část Súľovských vrchů a obec Súľov.

## Přístup
Sedlem vede hlavní hřeben a ním vedoucí Evropská dálková trasa E3 v trase  zeleně značeného turistického chodníku.
- po  zelené značce ( Evropská dálková trasa E3 ):
  - z jižního směru hlavním hřebenem přes vrch Kečka (822 m n. m.)
  - ze severu z rozcestí Pod Roháčom (napojení na  červenou značku )
- po  modré značce:
  - z jihozápadního směru z obce Súľov-Hradná
  - z východního směru z obce Podhorie přes rozc. pod Dubovcom
- po  žluté značce z Lietavské Závadky přes rozc. Pod Dubovcom (napojení na  modrou značku) [1]